# تیم ملی بسکتبال مردان نیوزیلند
تیم ملی بسکتبال نیوزلند،تیم بسکتبال مردان در نیوزلند است. این تیم با نام Tall Blacks لقب گرفته‌است. نام Tall Blacks یکی از نامهای نام خانوادگی تیم ملی نیوزلند است که مربوط به All Blacks است. این تیم در طول تاریخ خود سه قهرمانی در مسابقات قهرمانی بسکتبال اقیانوسیه کسب کرده‌است و دو بار در بازی‌های المپیک تابستانی ظاهر شده‌است. این شرکت در اولین جام فیفا آسیا در سال ۲۰۱۷ شرکت کرد و در رده چهارم جدول قرار گرفت.